# 特雷格尔旺
特雷格尔旺是奥地利施蒂利亚州利岑县的一个市镇。总面积36.24平方公里，总人口378人，人口密度10.4人/平方公里（2005年）。